# Glorious Collision
Glorious Collision är det åttonde studioalbumet av det svenska progressiva metal-bandet Evergrey. Albumet utgavs 2011 av det tyska skivbolaget Steamhammer.

## Låtlista
1. "Leave It Behind Us" – 5:09
2. "You" – 6:23
3. "Wrong" – 5:07
4. "Frozen" – 4:57
5. "Restoring the Loss" – 4:40
6. "To Fit the Mold" – 5:20
7. "Out of Reach" – 3:40
8. "The Phantom Letters" – 5:31
9. "The Disease..." – 4:10
10. "It Comes from Within" – 4:22
11. "Free" – 3:42
12. "I'm Drowning Alone" – 4:11
13. "...and the Distance" – 3:47

Text: Tom S. Englund (spår 1–13), Rikard Zander (spår 3)
Musik: Tom S. Englund (spår 1–13), Rikard Zander (spår 1, 3, 4, 7, 11, 12), Marcus Jidell (spår 2, 6)

## Medverkande
Musiker (Evergrey-medlemmar)
- Tom S. Englund – gitarr, sång
- Rikard Zander – keyboard
- Johan Niemann – basgitarr
- Marcus Jidell	– gitarr
- Hannes Van Dahl – trummor

Bidragande musiker
- Carina Englund – sång
- Salina Englund – sång

Produktion
- Tom S. Englund – producent, ljudtekniker, ljudmix
- Rikard Zander – medproducent
- Daniel Bergstrand – ljudtekniker, ljudmix
- Rickard Sporrong – mastering
- Jens Reinhold – omslagsdesign
- Michael Gullbrandson – omslagskonst
- Patric Ullaeus – foto